# Regno di Desmond
Il Regno di Desmond (dal gaelico irlandese: Deas-Mhumhain, "Munster del Sud") era un regno storico gaelico situato sulla costa sud-occidentale dell'Irlanda. Fu fondato nel 1118 dal re Tadhg Mac Cárthaigh, quando il Trattato di Glanmire divise formalmente il Regno di Munster in Desmond e Thomond (dal gaelico irlandese Tuadh-Mhumhain, "Munster del Nord"). Comprendeva il territorio corrispondente all'odierna contea di Cork e la contea di Kerry. Il Regno di Desmond fu governato dalla dinastia Mac Cárthaigh. Altri clan all'interno del regno includevano quello degli O'Sullivan e quello degli O'Donovan. In seguito all'invasione normanna dell'Irlanda alla fine del XII secolo, la metà orientale di Desmond fu conquistata dagli anglo-normanni e divenne la Terra di Desmond, governata dai FitzGerald e dai Fitzmaurice. Il re di Desmond, Diarmaid Mac Cárthaigh, si sottomise a Enrico II d'Inghilterra, ma la metà occidentale di Desmond visse come un regno gaelico semi-indipendente. Fu spesso in guerra con gli anglo-normanni. La vittoria di Fínghin Mac Cárthaigh sugli anglo-normanni nella battaglia di Callann (1261) contribuì a preservare l'indipendenza di Desmond. I re di Desmond fondarono siti come Blarney Castle, Ballycarbery Castle, Muckross Abbey e Kilcrea Friary. Dopo la guerra dei Nove anni del 1594, Desmond entrò a far parte del Regno d'Irlanda.